# 이인기 (기업인)
이인기(1960년 ~ )는 대한민국의 기업인이다. 현재 NH농협은행의 자회사인 NH농협카드의 대표이사 사장을 역임하고 있다. 

## 출신 학교
- 목포고등학교
- 전남대학교 경영학과 학사

## 주요 경력
- 농협중앙회 공공금융부 단장
- NH농협은행 안산시지부 지부장
- NH농협은행 카드회원사업부 부장
- NH농협은행 카드회원사업부 부장
- NH농협은행 부행장
- NH농협카드 대표이사 사장